# Raad van State (Frankrijk)

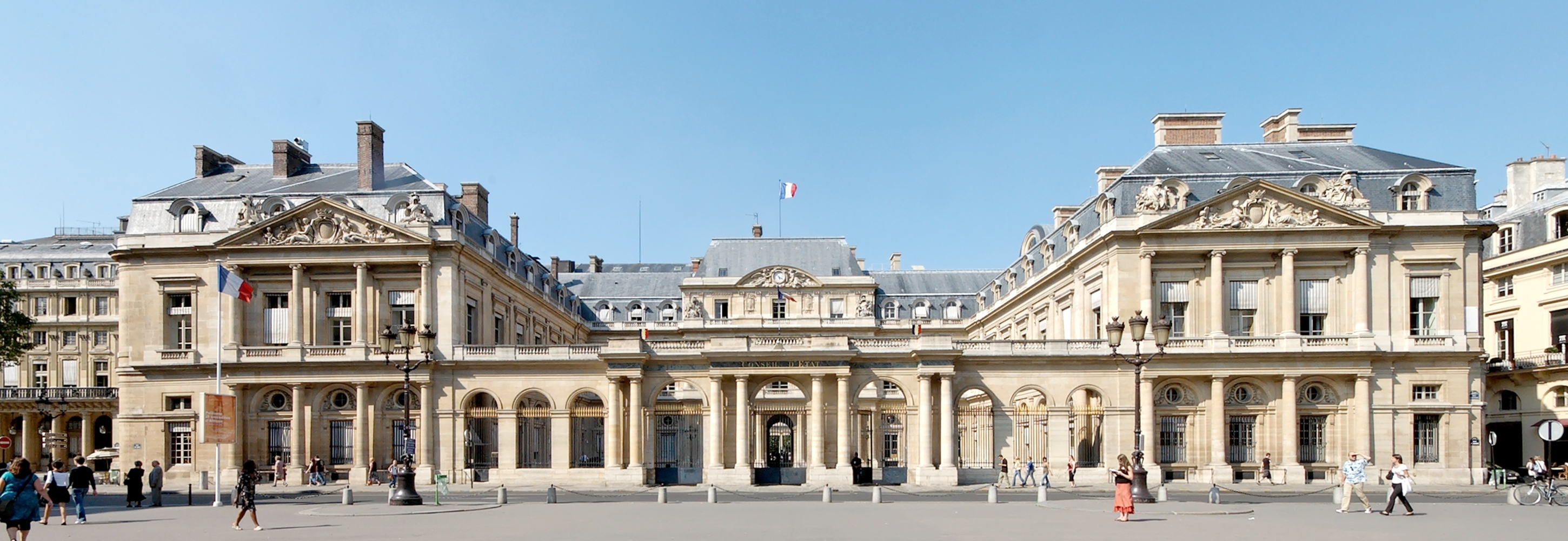
Het Palais-Royal in Parijs, zetel van de Raad van State

In Frankrijk is de Raad van State (Frans: Conseil d'État) een lichaam van de nationale overheid dat de uitvoerende tak voorziet van juridisch advies en dat dient als hoogste instantie bij administratieve zaken. De raad wordt grotendeels gevormd door hooggeplaatste juridische ambtsbekleders.
De raad zetelt in het zeventiende-eeuwse Palais-Royal in het 1e arrondissement.

## Samenstelling
Een algemene sessie van de Raad van State wordt voorgezeten door de eerste minister of, in zijn afwezigheid, de minister van justitie. De vicevoorzitter wordt ceremonieel beschouwd als Frankrijks hoogste ambtenaar. De huidige vicevoorzitter is Jean-Marc Sauvé.
Andere leden van de Raad zijn, in volgorde van afnemende verantwoordelijkheid:
- afdelingshoofden (président de section)
- algemene staatsraden (conseiller d'État ordinaire)
- buitengewone staatsraden (conseiller d'État extraordinaire)
- maître des requêtes
- auditeur de première classe
- auditeur de deuxième classe

De vicevoorzitter wordt benoemd via het reglement van Orde van de Raad op aanbeveling van de minister van justitie uit de afdelingshoofden en algemeen staatsraden.
Afdelingshoofden worden op een soortgelijke wijze benoemd en geselecteerd uit de algemeen staatsraden.
De algemene staatsraden, maîtres des requêtes en auditeurs de première classe worden uit de daaronderliggende rang benoemd op basis van senioriteit. Benoemingen van buiten de Raad kunnen zowel rechters als mensen van buiten het gerechtelijk systeem betreffen. De auditeurs de deuxième classe worden geworven onder de afgestudeerden aan de École nationale d'administration (ENA).
De Raad is onderverdeeld in zes afdelingen:
- Administratieve zaken (section du contentieux): zie hieronder voor een beschrijving
- Rapporten en studies (section du rapport et des études): schrijft het jaarverslag, voert studies uit en helpt bij het toezicht houden op en uitvoeren van gerechtelijke beslissingen.
- Financiën (section des finances)
- Binnenland (section de l'intérieur)
- Welzijn en sociale zekerheid (section sociale)
- Publieke werken (section des travaux publics)

De laatste vier afdelingen beoordelen alle door het kabinet uitgevaardigde besluiten en regels en tekenen alle Maatregelen van de Raad af. Deze beoordelingen zijn weliswaar verplicht, maar niet bindend. De Raad van State beoordeelt ook juridische zaken en problemen die onder de aandacht van het kabinet worden gebracht.
In aanvulling daarop is ze verantwoordelijk voor het uitvoeren van de inspecties van het administratief hof.

## Geschiedenis
De Raad van State stamt uit de dertiende eeuw, toen het hof van de koning (Curia regis) in drie afdelingen werd opgesplitst, waarvan er een de raad van de koning was (Curia in consilium, later Conseil du roi). Deze instantie was op haar beurt weer in drie afdelingen opgesplitst: Conseil secret, Conseil privé en Conseil des finances. Onder koning Lodewijk XIV vond een reorganisatie plaats, waarna de Conseil d'État privé, finances et direction de directe voorouder werd van de huidige Raad van State. Deze bracht juridisch adviseurs en experts samen om de koning te adviseren in zaken tegen de Kroon. Officieel werd de instantie in 1557 opgericht en was zij destijds de grootste van de raden van de koning, waar de kanselier, de pairs de France, ministers en secretarissen van Staat, de contrôleur général des finances, dertig staatsraden en tachtig maîtres des requêtes en de intendants van financiën onderdeel van uitmaakten. Het juridische deel van de Raad stond bekend als de Conseil d'État privé of Conseil des parties.
De koningen, die de macht hadden om het recht buiten werking te stellen of te dienen als hoogste rechtsinstantie, delegeerden deze gerechtelijke macht aan de koninklijke raden en de parlementen. De Franse koning behield echter het recht om deze beslissingen naar eigen inzicht te wijzigen. Dit gold vooral voor belangrijke beslissingen en wanneer administratieve handelingen werden beoordeeld. Juridisch adviseurs stonden de koning ook bij in het ontwikkelen van nieuwe wetgeving en oefenden, bij gedelegeerde jurisdictie, direct de soevereine rechten uit (jura regalia). Zoals bijna alle juridische instanties tijdens het ancien régime, was de Conseil du roi gevestigd in het Palais de la Cité, de voorloper van het Palais de Justice op het Île de la Cité.

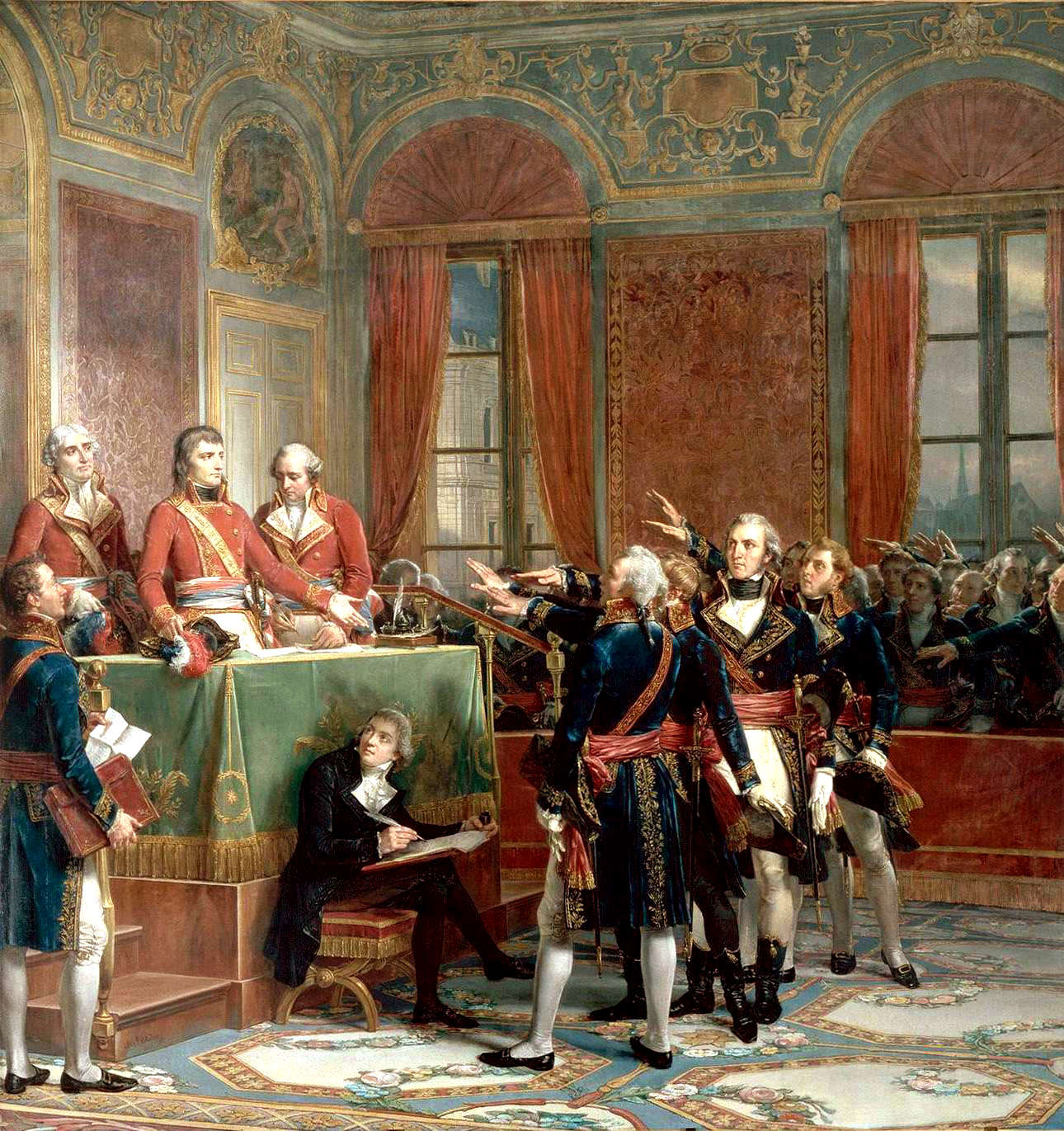
Oprichting van de Raad van State tijdens het Consulaat (1799)

De huidige Raad van State werd ingesteld door het Consulaat in 1799 als een gerechtelijk lichaam, met het mandaat te beslissen bij claims tegen de Staat en te assisteren bij het ontwerpen van belangrijke wetten. De Raad werd gevestigd in het Palais-Royal. De eerste consul en later de keizer zat de sessies van de Raad voor. De Raad vervulde veel functies van een kabinet. Na de Restauratie werd hij behouden als een administratief gerechtshof, maar was minder belangrijk dan voorheen. De rol werd nader bepaald door een parlementaire beslissing in 1872.

## Adviserende rol
De Raad van State adviseert de Franse Regering en in sommige gevallen, sinds de grondwetsherziening van augustus 2008, het Parlement. Hij onderzoekt met name de wetsvoorstellen en verordeningen voordat deze worden voorgelegd aan de Raad van Ministers, alsmede de ontwerpbesluiten die de wet omschrijft als décret en Conseil d'État. Sinds de grondwetsherziening van juli 2008 kan hij ook wetsvoorstellen beoordelen.
De Raad van State geeft een advies af over de regelmatigheid, vorm en bestuurlijke opportuniteit van deze teksten. Deze evaluatie kan de vorm aannemen van een gewijzigde tekst of een nota van afwijzing. De sessies zijn besloten. Het advies van de Raad wordt naar de Regering gestuurd, die vrij is om dit al dan niet te publiceren.
De overheid is grondwettelijk verplicht om advies te vragen, maar kan ervoor kiezen om dit advies te negeren. De Raad kan vrijelijk geconsulteerd worden door de Regering over ieder onderwerp op juridisch of bestuurlijk gebied.
De Raad van State kent drie soorten advies:
- Avis simple - De overheid is niet verplicht om advies in te winnen of op te volgen
- Avis obligatoire - De overheid is verplicht om advies in te winnen, maar niet het op te volgen.
- Avis conforme - De overheid is verplicht om advies in te winnen en is hieraan gebonden. (enkele zeldzame gevallen)

De Raad publiceert jaarlijks, gericht aan de president, een openbaar rapport over de hervormingen op wet- en regelgevend en bestuurlijk gebied die door de regering zijn voorgesteld.

## Bestuurlijke rechtspraak
De Raad van State dient als hoogste beroepsinstantie waar het bestuurlijke rechtspraak betreft. Hij hoort zowel eisen tegen bestuurlijke beslissingen op nationaal niveau als beroepen tegen beslissingen van lagere bestuurlijke rechtbanken. De uitspraken van de Raad zijn definitief en er is geen beroep tegen mogelijk.
Strikt genomen is de Raad van State geen rechtbank, maar in de praktijk functioneert hij als een gerechtelijk orgaan: hij beoordeelt aanklachten en eisen tegen bestuurlijke autoriteiten. Klagers worden vertegenwoordigd door speciale advocaten, die zaken voor de Raad van State en het Hooggerechtshof (avocat aux Conseils) mogen verdedigen.

### Primaire jurisdictie
De Raad van State behandelt zaken tegen beslissingen van de nationale overheid en rechtszaken betreffende regionale en EU-verkiezingen. De Raad evalueert in welke mate regels en bestuurlijke beslissingen overeenstemmen met hogere rechtsbronnen, zoals de grondwet, hogere bestuurlijke beslissingen en internationale verdragen. Het grootste deel van het Franse bestuurlijk recht is niet vastgelegd in de vorm van wetgeving, maar is voornamelijk afgeleid van door de Raad gevoerde, bestuurlijke jurisprudentie.
De Raad heeft volledige bevoegdheid om zich uit te spreken over de rechtsgeldigheid van iedere beslissing van de uitvoerende macht, behalve voor een zeer toegespitste categorie overheidsbeslissingen waar het zichzelf ziet als een forum non conveniens. De Raad heeft besloten dat zulke beslissingen beperkt zijn tot:
- De verhoudingen tussen de uitvoerende en wetgevende tak, bijvoorbeeld wanneer een wetsvoorstel naar het parlement moet worden gestuurd
- Beslissingen, die deel uitmaken van Frankrijks buitenlands beleid.

### Jurisdictie als beroepsinstantie
De Raad van State heeft een jurisdictie als beroepsinstantie waar het verkiezingsbeslissingen betreft van ieder van de 37 bestuurlijke gerechtshoven. Hij heeft jurisdictie als uiteindelijke beroepsinstantie voor beslissingen van ieder van de acht beroepsgerechtshoven, wanneer de klager stelt dat het beroepshof de wet verkeerd heeft geïnterpreteerd of verkeerd heeft genegeerd.